# François-Pierre Cherrier
François-Pierre Cherrier (3 septembre 1717 – 21 juillet 1793) était un marchand et notaire au Bas-Canada.

## Biographie
François-Pierre Cherrier est né à Savigné-l'Évêque en Sarthe, fils de François Cherrier et de Périnne Isambart. Il arrive en 1736 à Saint-Antoine-de-Longueuil en Nouvelle-France, où son oncle est curé de la paroisse. Cherrier y ouvre un magasin et devient notaire pour une seigneurie en 1738. En 1743, il épousa Marie Dubuc. En 1750, il est nommé notaire royal de la paroisse de Longueuil. Après la Conquête, sa commission comme notaire est renouvelée, mais ses finances subissent une chute par suite de la conversion de la monnaie. En 1765, il déménage à Montréal dans l'espoir de meilleures perspectives d'avenir mais revient à Longueuil deux ans plus tard. En 1770, il s'installe à Saint-Denis-sur-Richelieu où son fils François (1745-1809) y est curé de la paroisse. Cherrier continue d'exercer la profession de notaire jusqu'en 1789 et meurt à Saint-Denis à l'âge de 75 ans.
Ses fils Benjamin-Hyacinthe-Martin et Séraphin et son petit-fils Côme-Séraphin ont siégé à la Chambre d'assemblée du Bas-Canada,. Sa fille Périne-Charles épouse Denis Viger et est la mère de Denis-Benjamin Viger; sa fille Rosalie épouse Joseph Papineau et est la mère de Louis-Joseph Papineau.

## Maison François-Cherrier
La maison François-Cherrier, nommée ainsi en mémoire de François (1745-1809), fils de François-Pierre Cherrier, à Saint-Denis-sur-Richelieu a été construite entre 1808 et 1811. Elle a été reconnue en 1980, puis classée en 2012 comme symbole historique d'une valeur inestimable. Il s'agit d'une habitation d'inspiration française et d'influence urbaine. Cette maison en pierre de plan rectangulaire est située au 639, chemin des Patriotes. (45° 47′ 01″ N, 73° 09′ 39″ O)